# Willi Betsch
Willi Betsch (* 20. Februar 1921 in Heidelberg; † 29. Februar 1992) war ein deutscher Kommunalpolitiker (SED) und Widerstandskämpfer gegen den Nationalsozialismus. Er war Mitbegründer der Jugendgruppe in der Saefkow-Jacob-Bästlein-Organisation sowie Bezirksbürgermeister von Berlin-Lichtenberg.

## Leben
Betsch, Sohn eines Fabrikarbeiters und einer Landarbeiterin, wurde nach der frühen Trennung der Eltern von katholischen Schwestern erzogen. Er wurde schließlich von einem Bauern „an Sohnes statt“ angenommen und musste als Knecht arbeiten. Er war zunächst in der katholischen Jugendbewegung aktiv. Im Jahr 1941 ging er nach Berlin, begann eine Werkzeugmacher-Lehre und arbeitete als Geselle bei der Firma Oskar Walther. Während seiner Lehrzeit trat er in Verbindung zur Widerstandsgruppe um Robert Uhrig. Mit seinem Freund Herbert Fölster wurde er von Anton Saefkow Anfang 1944 Helmut Wagner zugeführt. Zusammen mit Fölster und Wagner war Betsch in der Saefkow-Jacob-Bästlein-Organisation verantwortlich für den Aufbau einer Jugendgruppe, zu der unter anderem Elfriede Eidberger, Ruth Auer und Edith Weiß, die Tochter von Wilhelm Weiß und Änne Saefkow gehörten. Zusammenkünfte und politische Diskussionen und Schulungen fanden bei Frieda Rust und den Eltern Elfriede Eidbergers statt. Die Jugendgruppe unternahm auch gemeinsame Wanderungen in die Umgebung Berlins.
Betsch (Deckname „Cäsar“) war ebenfalls beteiligt an der Verbreitung von illegalen Materialien der Kommunistischen Partei Deutschlands (KPD) und am Versand von Feldpostbriefen des Nationalkomitees „Freies Deutschland“. Am 7. Juli 1944 wurde Betsch verhaftet und am 21. September 1944 vom Ersten Senat des „Volksgerichtshofes“ in der „Sache Fölster“ zu zehn Jahren Zuchthaus verurteilt. Betsch wurde im Zuchthaus Brandenburg-Görden inhaftiert. Dort wurde er am 27. April 1945 von Soldaten der Roten Armee befreit.
Betsch trat 1945 der KPD bei und wurde 1946 Mitglied der Sozialistischen Einheitspartei Deutschlands (SED). Er gehörte zu den Aktivisten der ersten Stunde und arbeitete im Jugendausschuss des Bezirkes Reinickendorf. Er war Funktionär im Zentralrat der Freien Deutschen Jugend (FDJ) und arbeitete in der Regierungskanzlei. Ab 1955 war er hauptamtlicher Parteifunktionär. Von 1963 bis 1967 fungierte er als Erster Sekretär der SED-Betriebsparteiorganisation im VEB Bergmann-Borsig in Berlin-Wilhelmsruh. Betsch erwarb an der Parteihochschule „Karl Marx“ das Diplom eines Gesellschaftswissenschaftlers und absolvierte ein Ingenieur-Studium. Von Juli 1967 bis April 1970 war Betsch Bürgermeister des Stadtbezirkes Berlin-Lichtenberg. Anschließend war er bis November 1980 Parteisekretär der Betriebsparteiorganisation im VEB Elektro-Apparate-Werke Berlin-Treptow „Friedrich Ebert“. Anfang Juli 1980 wurde er zum Mitglied und 1984 zum Sekretär des Bezirkskomitees Berlin der antifaschistischen Widerstandskämpfer der DDR gewählt.

## Auszeichnungen
- Vaterländischer Verdienstorden in Silber (1965) und in Gold (1979)
- Medaille „Erbauer Berlins – Hauptstadt der DDR“ (1984)
- Ehrenspange zum Vaterländischen Verdienstorden in Gold (1986)
- Medaille für Kämpfer gegen den Faschismus 1933 bis 1945